# Pasimachus duplicatus
Pasimachus duplicatus är en skalbaggsart som beskrevs av Leconte 1853. Pasimachus duplicatus ingår i släktet Pasimachus och familjen jordlöpare. Inga underarter finns listade i Catalogue of Life.